# Antonio Limiñana López
Antonio Limiñana López (Las Palmas de Gran Canaria, España, el 20 de agosto de 1904-17 de mayo de 1982) fue un abogado y político de Canarias (España), presidente del Cabildo Insular de Gran Canaria entre marzo de 1937  y agosto  de  1945, durante el Franquismo.

## Biografía
Sus primeros años transcurrieron en el barrio del Puerto en Las Palmas de Gran Canaria pues su tío, Pedro López Cabeza, era el párroco de la iglesia de La Luz y allí se trasladó a vivir la familia.
Sus primeros contactos con los estudios fueron en la escuela de la puntilla siendo su maestro D. Jorge Álvarez, más tarde al nombrar a su tío párroco de la Iglesia de San Agustín se trasladó a vivir al barrio capitalino de Vegueta. Continuó sus estudios en la escuela de D. Pedro Santana y posteriormente ingresó en el Colegio San Ignacio de Loyola (de la compañía de Jesús) en dónde fue elegido príncipe del Colegio por su extraordinario expediente académico.
Comenzó los estudios de Derecho en Madrid en 1924, a causa de las revueltas durante la Dictadura de Primo de Rivera se trasladó a la Universidad de Salamanca para posteriormente regresar a Madrid y finalizar allí los estudios de carrera. Estudió periodismo y magisterio.
Entró de lleno en el mundo de la política en 1936 como Teniente–Alcalde de la ciudad de Las Palmas de Gran Canaria, posteriormente y como Alcalde accidental, por ausencia del Alcalde D. José Díaz Hernández, recibió en representación de la ciudad a Monseñor Antonio Pildaín Zapiain, nombrado obispo de la Diócesis Canariensis, en sustitución de Monseñor Serra y Sucarrats, quien le había nombrado Abogado de la Diócesis.
Desempeñó la función de Director del periódico "El Defensor del Pueblo" durante diez años.
Fue nombrado Presidente del Cabildo Insular de Gran Canaria en marzo de 1937. Durante los años 40 llevó a cabo una profusa actividad social y cultural en la sociedad de la época, participando en la organización de actos culturales en el Gabinete Literario, en la Real Sociedad Económica de Amigos del País y del Museo Canario de cuya junta directiva fue secretario.
Entre los logros llevados a cabo por el equipo de gobierno durante su presidencia en el Cabildo Insular cabe destacar los siguientes:
- La construcción de los Internados de Los Ángeles y San Antonio.
- El Hospital Psiquiátrico, el Albergue de la Cruz de Tejeda, posteriormente Parador Nacional, inaugurado el 6 de diciembre de 1941 y que fue diseñado por los hermanos Néstor y Miguel Martín Fernández de la Torre.
- Ampliación y mejora del Hospital de San Martín.
- Se iniciaron los trabajos de la presa de Ayagaures –con capacidad para almacenar 2 millones de metros cúbicos y un presupuesto de 1.142.703 pesetas-.
- La construcción la presa de Chira, con capacidad para 4 millones de metros cúbicos.

Durante su mandato se construyó la actual Casa-Palacio, ubicada en la Calle Bravo Murillo de Las Palmas de Gran Canaria, inaugurada el 29 de abril de 1941 con proyecto del arquitecto Miguel Martín Fernández de la Torre.
La Corporación por él presidida encargó la imagen de Santa Ana –Patrona de la ciudad de Las Palmas de Gran Canaria- obra del escultor D. José Armas Medina. 
En 1940 fundó la Caja de Ahorros de Canarias, de la que fue su primer Presidente. 
Finalizada su etapa como Presidente del Cabildo centró toda su atención a su despacho profesional situado en la planta baja de su casa en la Calle de San Agustín en el barrio de Vegueta ejerciendo como abogado hasta el día de su fallecimiento el 17 de mayo de 1982.
Su entierro fue una mutitudinaria muestra de admiración y respeto por parte de sus compañeros de profesión así como de las autoridades de la época. Se glosó de manera profusa su figura en varios artículos publicados en los diarios editados por entonces. La misa de entierro se ofició en la Santa Iglesia Catedral de Las Palmas de Gran Canaria siendo una gran manifestación de cariño y admiración.
- Datos: Q5698796